# Arlo Parks
Anaïs Oluwatoyin Estelle Marinho, dite Arlo Parks, née le 9 août 2000 à Londres, est une chanteuse, autrice-compositrice et poétesse britannique.

## Biographie
Anaïs Oluwatoyin Estelle Marinho grandit à Hammersmith, dans l'ouest de Londres,,. Elle est d’origine nigériane par son père (nigérienne selon certaines sources), tchadienne et française par sa mère,. Sa mère, née à Paris, lui apprend le français avant l’apprentissage de l’anglais,. Enfant, elle écrit des nouvelles, imagine des mondes fantastiques, puis commence à écrire des journaux et à s'intéresser à la poésie orale. Elle lit et aime interpréter les textes de poètes américains comme Allen Ginsberg, Chet Baker et Jim Morrison,.
Les morceaux Water de Fela Kuti et Sittin On The Dock Of The Bay d'Otis Redding font partie de la bande sonore de l'enfance d'Arlo Parks, mais c'est vers treize ans qu'elle découvre King Krule, un artiste qui influencera fortement sa propre musique. Ses inspirations sont à la fois empruntées au hip-hop de Kendrick Lamar, Earl Sweatshirt à Loyle Carner, aux tonalités rock de Jimi Hendrix, Shilpa Ray et David Bowie, ainsi qu'aux mélodies de Keaton Henson, Sufjan Stevens ou Julien Baker.
Arlo Parks vit à Londres. En 2024, parait son premier recueil de poésie en français, aux éditions Robert Laffont : The Magic Border, 112p.  (ISBN 9782266345033)

## Carrière musicale

### 2018-2019:Super Sad Generation
Arlo Parks choisit son nom de scène à la manière des musiciens King Krule et Frank Ocean,. En 2018, elle commence à proposer des démos sur la plateforme BBC Music Introducing, qui prend en charge les talents britanniques non signés. Ses compositions attirent l'attention de Jess Iszatt, DJ de la BBC Radio 1, qui transmet les démos à Ali Raymond de Beatnik Creative. Celui-ci intègre rapidement la musicienne dans sa maison de disques,.
En novembre 2018, Arlo Parks fait ses débuts en solo avec le titre Cola édité chez Beatnik Records, et annonce la sortie d'un premier EP,. En novembre 2019, la chanson a accumulé plus de trois millions d'écoutes sur la plateforme Spotify.
Après la sortie du titre Cola, Arlo Parks signe chez Transgressive Records. En janvier 2019, elle publie un second titre, Super Sad Generation,,. Son troisième single, Romantic Garbage, est édité en mars 2019, avant la sortie de l'EP complet de quatre titres, Super Sad Generation, enregistré chez elle dans le sud-ouest de Londres, et dans un Airbnb du quartier des Anges.
Arlo Parks donne son tout premier concert à The Great Escape à Brighton en mai 2019. Elle se produit sur la scène BBC Music Introducing au Festival de Glastonbury fin juin 2019, ainsi qu'au Festival Latitude en juillet de la même année. La musicienne entame sa première tournée en septembre 2019 en première partie de Jordan Rakei au Royaume-Uni. Tout au long du second semestre 2019, elle sort les titres George, Second Guessing, Sophie et Angel's Song,,,,. En novembre 2019, Arlo Parks sort un second EP de cinq titres, Sophie, chez Beatnik Records,.

### 2020-2021:Collapsed in Sunbeams
En février 2020, Arlo Parks débute sa première tournée en Europe, interrompue en raison de la pandémie de COVID-19. En mai 2020, la musicienne publie les singles Eugene et Black Dog,. En août 2020, elle remporte un AIM Independent Music Awards dans la catégorie artiste à suivre. La même année, elle est nommée artiste de l'année par la BBC Music Introducing.
Le 29 janvier 2021, Arlo Parks sort son premier album, Collapsed in Sunbeams, accompagné d'un premier extrait, le titre Caroline,,,,.

## Vie privée
Elle s'engage pour les droits LGBT+, notamment dans sa musique, en assumant sa propre bisexualité.

## Distinctions
- 2020 : AIM Independent Music Award
- 2020 : Artiste de l'année, BBC Music Introducing
- 2021 : prix Mercury

## Discographie

### Albums studio
- 2021 : Collapsed In Sunbeams (Transgressive Records)
- 2023 : My Soft Machine (Transgressive Records)